# 麻生直子
麻生 直子（あそう なおこ、1941年12月16日 - ）は、日本の詩人。本名、村田千佐子（旧姓、深谷）。夫は詩人の村田正夫。

## 来歴
北海道奥尻島生まれ。奥尻町立奥尻小学校卒業後離島し、江差中学校、北海道江差高等学校を経て、北海道函館西高等学校卒業。1960年より東京在住。1970年に村田正夫主宰の詩誌「潮流詩派」に拠る。日本現代詩人会、日本文藝家協会所属。
全国詩誌『詩と思想』(土曜美術社出版販売)の編集委員、日本現代詩人会の「H氏賞」「現代詩人賞」選考委員などを歴任。2007年詩集『足形のレリーフ』で第40回日本詩人クラブ賞を受賞。2018年詩集『端境の海』で第52回北海道新聞文学賞を受賞。村田正夫没後は、詩誌「潮流詩派」の代表を引き継いでいる。

## 書籍

### 詩集
- 『霧と少年』(1974年、潮流出版社)
- 『北への曳航』(1978年、潮流出版社)
- 『神威岬』(1982年、潮流出版社)
- 『ペディストリアン・デッキの朝』(1987年、潮流出版社)
- 『奥尻島断章』(1994年、潮流出版社)
- 『麻生直子詩集：日本現代詩文庫Ⅱ期1』(1995年、土曜美術社出版販売)
- 『足形のレリーフ』(2006年、梧桐書院)
- 『端境の海』（2018年、思潮社）

### 評論集
- 『現代女性詩人論―時代を駆ける女性たち』 (1991年、土曜美術社)

### 編著
- 『奥尻　駆けぬける夏』 (1999年、北海道新聞社)
- 『女性達の現代詩―日本100人選詩集』 (2004年、梧桐書院)
- 『憶えていてください―奥尻島・地震と津波の記憶』（2008年、梧桐書院）